# 拉爾維克峰
拉爾維克峰（英語：Larvik Cone），是南極洲的山峰，位於南喬治亞島南部，處於紐瓦克灣和雅各布森灣之間，海拔高度425米，現時由英國海外領土管轄。